# Gabriel Colom i Llansó
Gabriel Colom i Llansó   (segle XVIII - segle XIX) fou un comerciant de productes colonials de Barcelona entre els segles xviii i xix.

## Biografia
Fill del sastre Francesc Colom, va fundar, junt amb Josep Ribes i Margarit i Josep Albareda, la companyia Ribes, Albareda, Colom i Cia (1779-1783) per a comerciar amb Cuba i Veracruz. El 15 de febrer de 1783, davant del notari Magí Artigas, Gabriel Colom i Josep Feu van fundar la companyia Colom, Feu i Cia (1783-1796), amb un capital de 50.000 lliures, sota el patrocini de Santa Rita i les ànimes del Purgatori, per al comerç amb Amèrica.
Colom tenia diverses propietats a Barcelona i la seva rodalia, com una fàbrica d'indianes al carrer de les Carretes o el Mas Grau al turó de la Rovira.